# Arblade-le-Bas
Arblade-le-Bas (gaskognisch: Arblada lo Baish) ist eine französische Gemeinde mit 131 Einwohnern (Stand 1. Januar 2022) im Département Gers in der Region Okzitanien; sie gehört zum Arrondissement Mirande und zum Gemeindeverband Communauté de communes d’Aire-sur-l’Adour.

## Geografie
Die Gemeinde Arblade-le-Bas liegt rund sieben Kilometer östlich der Kleinstadt Aire-sur-l’Adour und 25 Kilometer südöstlich von Mont-de-Marsan im Westen des Départements Gers. Sie gehört zum Weinbaugebiet Côtes de Saint-Mont. Die wichtigsten Gewässer sind die Bäche Le Turré und Peyroutas sowie mehrere Teiche. Wichtigste überregionale Verkehrsverbindung ist die wenige Kilometer westlich der Gemeinde verlaufende Autoroute A65 (Teil der Europastraße 7). Der nächstgelegene Bahnhof ist in Aire-sur-l’Adour.
Umgeben wird Arblade-le-Bas von den Nachbargemeinden Luppé-Violles im Nordosten, Lelin-Lapujolle im Osten und Südosten, Barcelonne-du-Gers im Süden und Südwesten  sowie Vergoignan im Nordwesten.

## Geschichte
Die Gemeinde lag in der Gascogne. Sie bildete im Mittelalter eine eigene Lehnsherrschaft im Gebiet der Herzöge von Armagnac. Erstmals erwähnt wird sie in einem Dokument aus dem Jahr 1062. Von 1793 bis 1801 gehörte Arblade-le-Bas zum Distrikt Nogaro und zum Kanton Barcelonne. Seither zum Arrondissement Mirande und von 1802 bis 2015 zum Wahlkreis (Kanton) Riscle.

## Bevölkerungsentwicklung
| Jahr                       | 1962 | 1968 | 1975 | 1982 | 1990 | 1999 | 2009 | 2020 |
| Einwohner                  | 95   | 99   | 106  | 107  | 111  | 109  | 141  | 133  |
| Quellen: Cassini und INSEE |      |      |      |      |      |      |      |      |

## Sehenswürdigkeiten

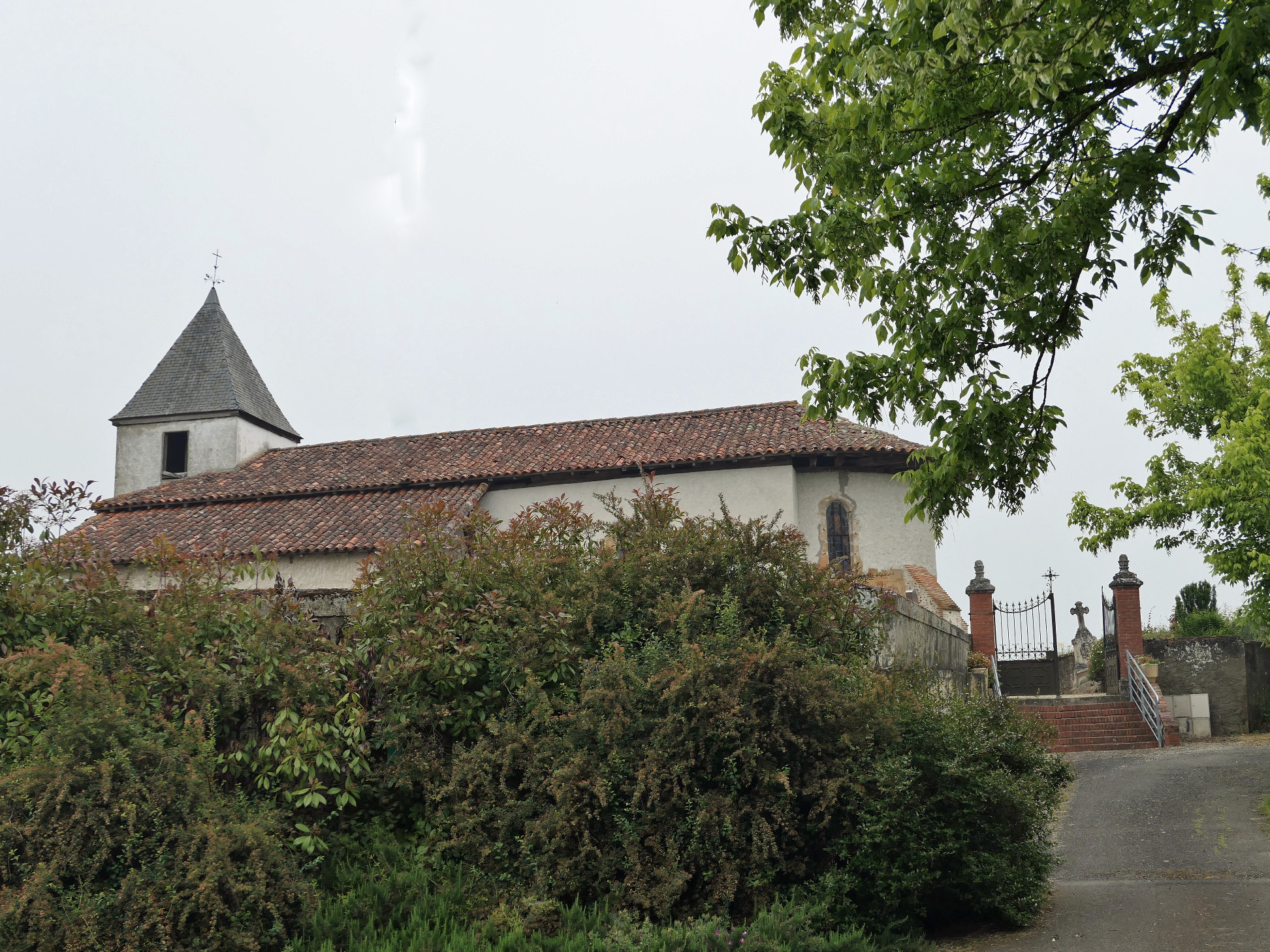
Kirche Mariä Geburt

- Kirche Mariä Geburt (Église de Nativité-de-la-Sainte-Vierge) aus dem 18. Jahrhundert
- Schloss
- mehrere Kreuze und Wegkreuze und eine Marienstatue